# Kamierowskie Piece
Kamierowskie Piece is een plaats in het Poolse district  Starogardzki, woiwodschap Pommeren. De plaats maakt deel uit van de gemeente Skarszewy en telt 281 inwoners.